# 斎藤茂八
斎藤 茂八（さいとう もはち、1885年〈明治18年〉9月18日 - 1964年〈昭和39年〉8月19日）は、日本の地方政治家、薬剤師、俳人。埼玉県熊谷町長・熊谷市長を務めた。
幼名は清治、俳号は「紫石」。

## 来歴・人物
埼玉県大里郡熊谷町鎌倉町（現・熊谷市）で斎藤今助の長男として生まれた。実家は薬種商だった。
旧制埼玉県立熊谷中学校（現・埼玉県立熊谷高等学校、1902年卒業）を経て、旧制千葉医学専門学校薬学科（現・千葉大学薬学部薬学科）を卒業し家業を継いだ。
1912年（明治45年）青年組織壬子倶楽部を結成し政治活動を始めた。1913年（大正2年）から熊谷町会議員に2期在任。1921年（大正10年）熊谷町長に当選し2期在任し埼玉県町村会長も務めた。1922年（大正11年）に熊谷町に熊谷町史跡名勝保存会が発足するとその会長となる。1925年（大正14年）5月には熊谷大火に見舞われ、その復興に携わった。この大火では以前に代表者を務めていた公会堂施設「櫻雲閣」も焼失している。
1936年（昭和11年）埼玉県会議員に当選し、1期在任し1938年（昭和13年）副議長に就任。1939年（昭和14年）熊谷市長となり1期在任。戦後、翼賛体制協議会構成員のため、公職追放となる。
また、関東製薬会社を設立し専務取締役となる。その他、埼玉県薬剤師会長、日本薬剤師会副会長、埼玉県衛生協会副会長なども務めた。
俳人としては同人誌『鮎』を主宰し、政界引退後には「紫石巣」と名付けた家で句想を練る日々を送った。戦前より「紫石叢書刊行会」「紫石出版社」といったレーベルで著書を刊行した（下記参照）。
1958年（昭和33年）熊谷市第一号名誉市民となる。

## 著書
- 『別の視角から埼玉を語る』紫石叢書刊行会、1936年（「斎藤紫石」名義）
- 『武蔵野百話』紫石叢書刊行会、1940年（「紫石斎藤茂八」名義）
- 『面白史話 俳人篇』紫石出版社《埼玉文化叢書 第1篇》、1951年（「斎藤紫石（茂八）」名義）
- 『埼玉の笑ひ』紫石出版社、1953年（「斎藤紫石」名義）
- 『画人晴湖』紫石叢書刊行会、1958年（「斎藤紫石」名義）
- 『苔の花』清水正吉、1960年（「斎藤紫石（茂八）」名義）